# Atelopus andinus
Espèce
Synonymes
- Atelopus spumarius andinus Rivero, 1968

Statut de conservation UICN

 EN  : En danger
Atelopus andinus est une espèce d'amphibiens de la famille des Bufonidae.

## Répartition
Cette espèce est endémique du Pérou. Elle se rencontre entre 1 000 et 2 000 m d'altitude :
- dans la haute vallée du río Biabo sur le versant Nord de la cordillère Azul dans la région de San Martín ;
- dans le río Pisqui dans la région de Loreto ;
- dans le río Cachiyacu à la frontière des régions de San Martín et de Loreto.

## Publication originale
- Rivero, 1968 : More on the Atelopus (Amphibia, Salientia) from western South America. Caribbean Journal of Science, vol. 8, no 1/2, p. 9-30 (texte intégral).